# Episema discors
Episema discors là một loài bướm đêm trong họ Noctuidae.